# Zeuxinia aeschra
Zeuxinia aeschra là một loài bướm đêm trong họ Erebidae.